# جيمس ريفيير
جيمس ريفيير (بالإيطالية: James Rivière)‏ هو فنان إيطالي ومصمم ونحات وصائغ. يعتبر المعلم الأكثر أهمية في فن المجوهرات في القرن الواحد والعشرين.
توجد مجوهرات جيمس ريفيير في أهم المجموعات الخاصة في العالم وفي العديد من المتاحف. من بينها سوار «مونوليت» (متحف اللوف، متحف اللوفر)، في مجموعة بيت ويندسور في متحف فكتوريا.وألبرت (متحف فيكتوريا وألبرت) في لندن.